# Жог
Жог (рос. Жог) — присілок у Лузькому районі Ленінградської області Російської Федерації.
Населення становить 18 осіб. Належить до муніципального утворення Осьминське сільське поселення.

## Історія
Згідно із законом від 28 вересня 2004 року № 65-оз належить до муніципального утворення Осьминське сільське поселення.

## Населення
| 1838 | 1862 | 1928 | 1965 | 1997 | 2007 | 2010 |
| ---- | ---- | ---- | ---- | ---- | ---- | ---- |
| 166  | ↘156 | ↗214 | ↘32  | ↘22  | ↘10  | ↗18  |